# Koch-Dreieck

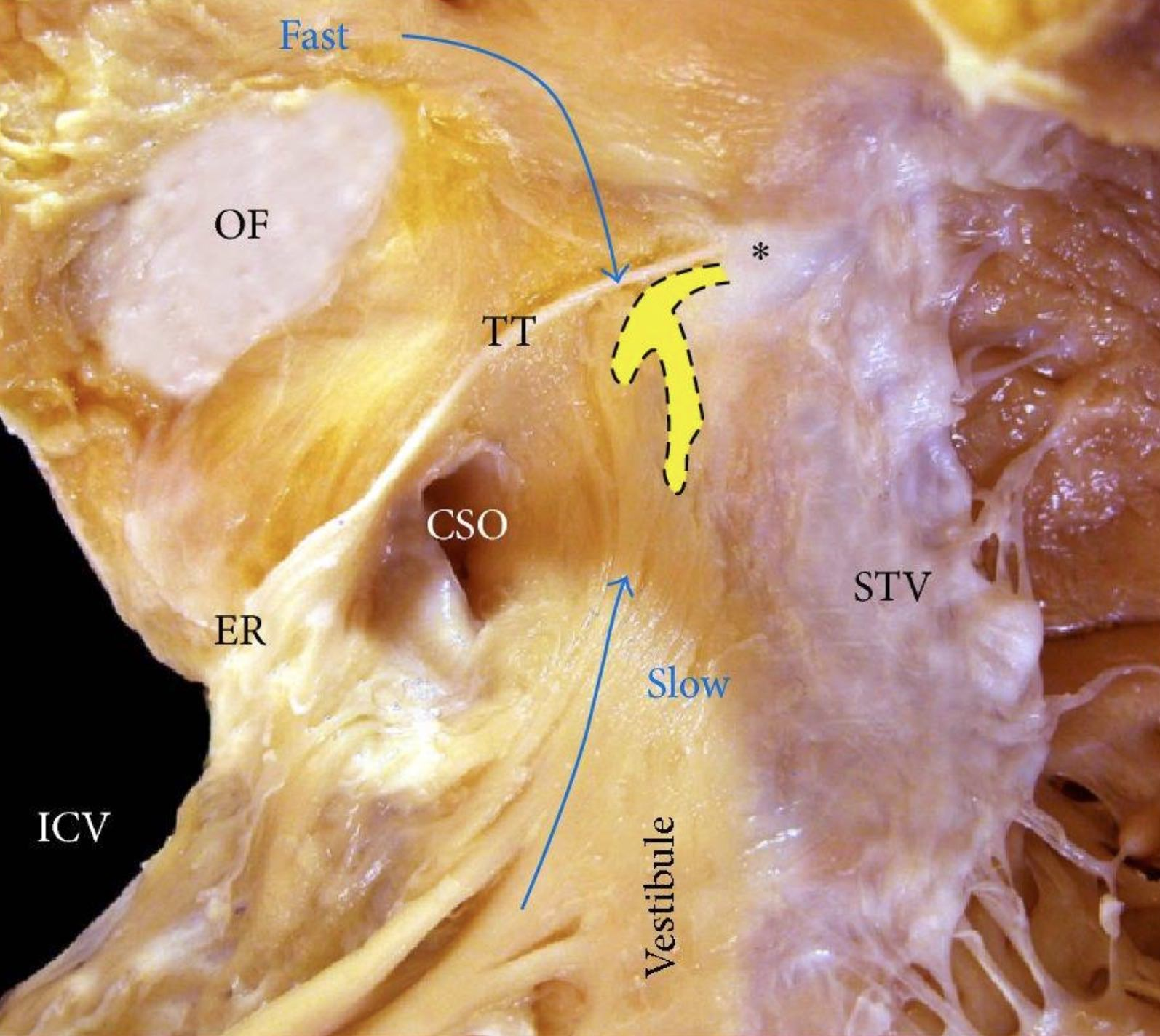
Rechter Vorhof mit Koch-Dreieck: AV-Knoten (gestrichelt in gelb), Sternchen (*): zentraler Faserkörper, CSO: Einmündung des Sinus coronarius (Ostium sinus coronarii), ER: Valvula Eustachii (Valvula venae cavae inferioris), ICV: Vena cava inferior, OF: Fossa ovalis, STV: kammerscheidewandseitiges Tricuspidalis-Segel und TT: Todaro-Sehne.

Als Koch-Dreieck bezeichnet man jenes Areal des rechten Vorhofes des Herzens, in dem der Atrioventrikularknoten (AV-Knoten) liegt.
Die Grenzen dieser Zone bilden
- die Einmündung des Sinus coronarius (Ostium sinus coronarii)
- der Rand des kammerscheidewandseitigen Tricuspidalis-Segels (Cuspis septalis) und
- die Todaro-Sehne (eine Verlängerung der Valvula Eustachii (Valvula venae cavae inferioris) an der Einmündung der unteren Hohlvene in den rechten Vorhof in Richtung Herzskelett).

Das Koch-Dreieck ist nach dem Pathologen Walter Koch benannt, der um 1915 zum Erregungsleitungssystem des Herzens forschte.